# Lycaena hanna
Lycaena hanna är en fjärilsart som beskrevs av Evans 1932. Lycaena hanna ingår i släktet Lycaena och familjen juvelvingar. Inga underarter finns listade i Catalogue of Life.